# Finance&invest.brussels
finance&invest.brussels (opgericht als de Gewestelijke Investeringsmaatschappij voor Brussel) is een naamloze vennootschap van openbaar nut die kapitaal verstrekt aan niet-beursgenoteerde ondernemingen in het Brussels Hoofdstedelijk Gewest. De investeringen bestaan uit leningen of participaties op vlak van duurzame voeding en stadslandbouw, welzijn, innovatieve burgerparticipatie, de creatieve industrie en fintech.

## Geschiedenis
In 1984 werd de Gewestelijke Investeringsmaatschappij voor Brussel (GIMB) opgericht in navolging van de Gewestelijke Investeringsmaatschappij voor Vlaanderen (Gimv) uit 1980. Die laatste was het regionale antwoord op de Nationale Investeringsmaatschappij (NIM). In de jaren 90 werden deze instellingen geprivatiseerd waarbij de NIM veranderde in de Federale Participatie- en Investeringsmaatschappij. De GIMB bleef evenwel in overheidshanden en dus ook politiek gekleurd. 
In 2016-2017 onthulde een studie dat de vergoedingen van de vier GIMB-directeurs samen jaarlijks opliepen tot 1,3 miljoen euro. Vooral Open VLD-kopstuk Jean-Luc Vanraes moest het ontgelden omdat hij zijn directiepositie combineerde met het voorzitterschap van de Ukkelse OCMW-raad. De bevoegde Défi-minister Didier Gosuin besliste daarom om het aantal directeurs te verminderen, onafhankelijke bestuurders aan te trekken en te zorgen voor een transparanter bestuur.
In 2018 werd Pierre Hermant aangesteld als nieuwe CEO en werd de instelling herdoopt tot finance&invest.brussels. Sinds april 2020 wordt hij bijgestaan door de Vlaamse liberaal Franc Bogovic als COO & Vice-CEO. Eind 2020 zorgde het Brussels Hoofdstedelijk Gewest voor 87 miljoen euro extra kapitaal en waarna private investeerders volgden met 43 miljoen euro (onder meer P&V verzekeringen, Ethias, BNP Paribas Fortis en Belfius). Eind 2021 kon finance&invest.brussels voor het eerst in 8 jaar winst aankondigen en werd de focus duidelijk op Brussel gelegd waarbij afstand werd genomen van verlieslatende investeringen zoals in de Luikse verzekeraar L’Integrale (Nethys).
Begin 2023 besloot finance&invest.brussels om zich terug te trekken uit de ethische coöperative bank NewB en kondigde in april investeringen aan in Resortecs en Ahooga. Sinds mei 2023 hanteert finance&invest.brussels ook niet-financiële criteria bij de investeringskeuze en ontwikkelde hiertoe met de Université libre de Bruxelles en Greenomy een duurzaamheidsanalyse gebaseerd op de Europese "Corporate Sustainable Reporting Directive" richtlijn.

## Aandeelhouders
- Brussel Hoofdstedelijk Gewest (69,63%)
- P&V Verzekeringen c.v. (8,19%)
- Ethias n.v. (5,31%)
- BNP Paribas Fortis n.v. (5,25%)
- Belfius Bank België n.v. (4,91%)
- ING België n.v. (2,40% )
- AG Insurance n.v. (2,07% )
- Hydralis o.f.p. (1,04% )
- Solvay n.v. (0,41%)
- Partena v.z.w (0,41%)
- KBC Bank n.v. (0,37%)